# Жайворонок
Жа́йворонок (Alauda) — рід горобцеподібних птахів родини Жайворонкових.
Розміром трохи більший за горобця. Рід складається з чотирьох видів, поширених в Європі, Азії, гірських районах Північної Африки та островах Кабо-Верде.

## Види
- Жайворонок польовий (Alauda arvensis)
- Жайворонок білокрилий (Alauda leucoptera)
- Жайворонок індійський (Alauda gulgula)
- Жайворонок острівний (Alauda razae)